# Comuna Scânteia, Iași
Scânteia (în trecut, Bodești) este o comună în județul Iași, Moldova, România, formată din satele Bodești, Boroșești, Ciocârlești, Lunca Rateș, Rediu, Scânteia (reședința) și Tufeștii de Sus.

## Așezare
Comuna se află în extremitatea sudică a județului, pe malul stâng al râului Rebricea, la limita cu județul Vaslui. Este străbătută de șoseaua județeană DJ248, care o leagă spre nord de Grajduri, Ciurea și Iași (unde se termină în DN28) și spre sud în județul Vaslui de Rebricea și Vulturești (unde se termină în DN25). La Scânteia, acest drum se intersectează cu drumul județean DJ246, care o leagă spre vest de Șcheia, Drăgușeni, Ipatele și Țibănești și spre est în județul Vaslui de Tăcuta și Codăești.

## Demografie
Componența etnică a comunei Scânteia
     Români (68,52%)
     Alte etnii (31,48%)
Componența confesională a comunei Scânteia
     Ortodocși (62,11%)
     Creștini după evanghelie (2,47%)
     Baptiști (2,43%)
     Alte religii (1,4%)
     Necunoscută (31,59%)
Conform recensământului efectuat în 2021, populația comunei Scânteia se ridică la 5.505 locuitori, în creștere față de recensământul anterior din 2011, când fuseseră înregistrați 4.289 de locuitori. Majoritatea locuitorilor sunt români (68,52%). Din punct de vedere confesional, majoritatea locuitorilor sunt ortodocși (62,11%), cu minorități de creștini după evanghelie (2,47%) și baptiști (2,43%), iar pentru 31,59% nu se cunoaște apartenența confesională.

## Politică și administrație
Comuna Scânteia este administrată de un primar și un consiliu local compus din 17 consilieri. Primarul, Mihai Darabană[*], de la Partidul Național Liberal, este în funcție din octombrie 2020. Începând cu alegerile locale din 2024, consiliul local are următoarea componență pe partide politice:
|  | Partid                          | Consilieri | Componența Consiliului | Componența Consiliului | Componența Consiliului | Componența Consiliului | Componența Consiliului | Componența Consiliului | Componența Consiliului |
|  | ------------------------------- | ---------- | ---------------------- | ---------------------- | ---------------------- | ---------------------- | ---------------------- | ---------------------- | ---------------------- |
|  | Partidul Național Liberal       | 7          |                        |                        |                        |                        |                        |                        |                        |
|  | Partidul Social Democrat        | 5          |                        |                        |                        |                        |                        |                        |                        |
|  | Alianța pentru Unirea Românilor | 2          |                        |                        |                        |                        |                        |                        |                        |
|  | Uniunea Salvați România         | 2          |                        |                        |                        |                        |                        |                        |                        |
|  | Netcă Vili                      | 1          |                        |                        |                        |                        |                        |                        |                        |

## Istorie
La sfârșitul secolului al XIX-lea, comuna purta denumirea de Bodești, făcea parte din plasa Mijlocul a județului Vaslui și era formată din satele Bodești, Borosești, Târgușorul Borosești (Epureanu), Scânteia, Sasova, Rădiu-Scânteia (Damăcușeni), Tufeștii de Jos și Tufeștii de Sus, cu 1680 de locuitori. Funcționau în comună două mori cu aburi și trei de apă, o școală și patru biserici. Anuarul Socec din 1925 o consemnează în plasa Codăești a aceluiași județ, cu numele actual de Scânteia, având 1486 de locuitori în satele Bodești, Borosești, Rediu, Sasova, Scânteia, Tufeștii de Jos și Tufeștii de Sus.
În 1950, comuna a fost transferată raionului Negrești din regiunea Iași. În 1968, a trecut la județul Iași.

## Monumente istorice

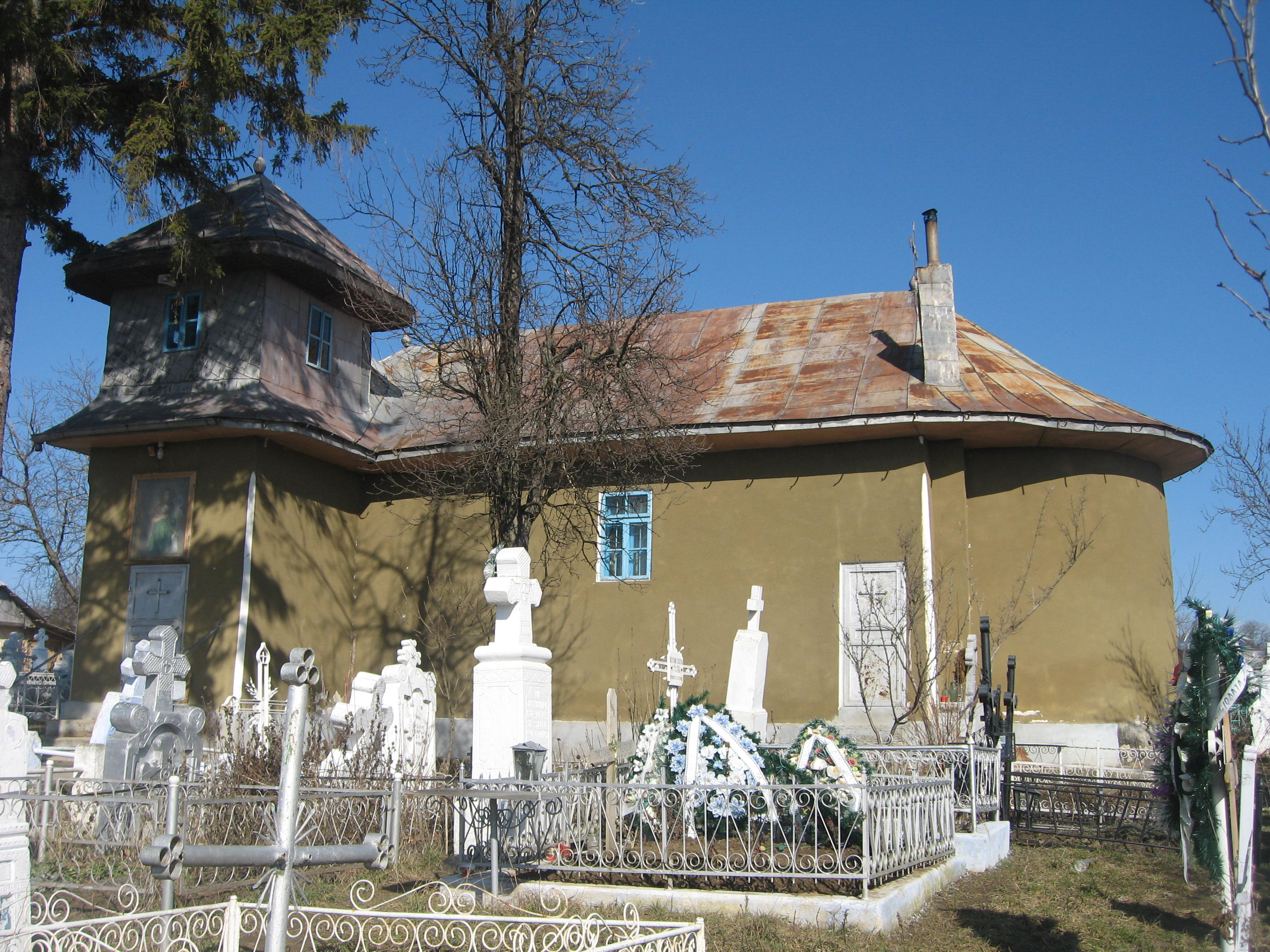
Biserica Sânziene din Boroșești, monument istoric

Cinci obiective din comuna Scânteia sunt incluse în lista monumentelor istorice din județul Iași ca monumente de interes local. Două sunt situri arheologice — situl de la „Cujbă” (1 km de satul Boroșești), cuprinzând urme de așezări din eneoliticul final (cultura Horodiștea-Erbiceni), secolele al XI-lea–al XII-lea și din secolul al XIII-lea; și situl de „pe Lesa” (500 m vest de satul Boroșești), cu așezări din eneoliticul final (cultura Horodiștea-Erbiceni), secolele al IV-lea–al III-lea î.e.n. (perioada Latène), secolele al IV-lea–al VI-lea e.n. și secolele al XVII-lea–al XVIII-lea, precum și o așezare și o necropolă din secolele al III-lea–I î.e.n. (Latène-ul târziu, cultura Poienești-Lukașevka).
Celelalte trei sunt clasificate ca monumente de arhitectură: Biserica de lemn „Nașterea Sfântului Ioan Botezătorul” (1812) din Boroșești; conacul de la sfârșitul secolului al XIX-lea din Ciocârlești; și Biserica „Sfinții Voievozi” (secolul al XVIII-lea) din Scânteia.

## Personalități locale
- Axinte Uricariul (c. 1670 - 1733), copist, cronicar.
- Grigore Gr. Tufescu (1857-1926 ) primar al orașului Iași în perioada 1876-1877, a înființat Cimitirul „Eternitatea” din Iași pe terenul donat de filantropul Scarlat Pastia.
- Emil Condurachi (1912-1987) - istoric, arheolog, membru titular al Academiei Române. A avut o fiică, Zoe Petre, decan al Facultății de Istorie, București, consilier prezidențial.
- Valentin Silvestru (Marcel Moscovici) (1924 - 1996), scriitor, dramaturg, critic de teatru, umorist și redactor radio.
- Radu Voinescu (Rudolf Wagner), orchestrator, dirijor, compozitor, dirijor al Orchestrei de Muzică Populară Radio,  din anul 1950 dirijor al Societății Române de Radiodifuziune
- Neculai Alexandru Ursu (1926- 2013), doctor în filologie, director al Institutului de Lingvistică, Istorie Literară și Folclor din Iași, membru corespondent al Academiei Române,